# Simon Kuznets
Simon Smith Kuznets (/kʊzˈnɛts/, /ˈkʌznɛts/; tiếng Nga: Семё́н Абра́мович Кузне́ц, IPA: [sʲɪˈmʲɵn ɐbˈraməvʲɪtɕ kʊzʲˈnʲets]; 30 tháng 4, năm 1901 - 8 tháng 7 năm 1985) là một nhà kinh tế Mỹ gốc Nga tại Đại học Harvard. Năm 1971, Simon Kuznets đã được trao Giải Nobel Kinh tế vì đã xây dựng nền tảng thực nghiệm về lý luận tăng trưởng kinh tế cho phép quan sát các cơ cấu kinh tế và xã hội, quan sát quá trình phát triển bằng phương pháp mới và sâu sắc hơn.

## Tiểu sử
Simon Kuznets sinh ra trong một gia đình Do Thái tại Pinsk, thuộc Liên Xô cũ (nay tại Belarus) và bắt đầu học lên cao hơn tại Viện thương mại Kharkiv, Ukraina, nhưng ông chuyển tới Hoa Kỳ vào năm 1922 và học tiếp tại Đại học Columbia, ông nhận bằng cử nhân năm 1923, bằng thạc sĩ năm 1924 và tiến sĩ năm 1926.
Từ năm 1925 đến 1926, Kuznets đã dành thời gian nghiên cứu mô hình kinh tế vơi vai trò hội viên nghiên cứu tại Hội đồng Nghiên cứu Khoa học Xã hội. Công việc này đã giúp ông viết cuốn sách Secular Movements in Production and Prices, xuất bản năm 1930.
Từ năm 1930 đến năm 1936, Kuznets làm giáo sư giảng dạy tại Đại học Pennsylvania và là giáo sư Kinh tế và thống kê từ năm 1936 cho đến năm 1954. Ông được bầu vào hội xã hội danh dự, khoa học danh dự Pi Gamma Mu của Đại học Pennsylvania và là nhân viên hội tích cực trong thập niên 1940. Năm 1954, Kuznets chuyển đến Đại học Johns Hopkins, tại đây ông là Giáo sư kinh tế chính trị cho đến năm 1960. Từ năm 1960 cho đến khi nghỉ hưu vào năm 1971, Kuznets giảng dạy tại Đại học Harvard.
Simon Kuznets qua đời vào ngày 08 tháng 7 năm 1985, ở tuổi 84.
cuộc đời ông nhận được rất nhiều giải thưởng cao quý. 1971 ông nhận giải thưởng Nobel kinh tế.

## Tác phẩm nổi bật
- Kuznets, Simon. (1955). "Economic Growth and Income Inequality". American Economic Review 45 (March): 1–28.
- Kuznets, Simon. (1963). "Quantitative aspects of the economic growth of nations, VIII: The distribution of income by size", Economic Development and Cultural Change, 11, pp. 1–92